# Castelletto d'Orba
Castelletto d'Orba es una localidad y comune italiana de la provincia de Alessandria, región de Piamonte, con 2.023 habitantes.

## Evolución demográfica
| Gráfica de evolución demográfica de Castelletto d'Orba entre 1861 y 2001 |
|                                                                          |
| Fuente ISTAT - elaboración gráfica de Wikipedia                          |